# Zbigniew Krejpcio
Zbigniew Krejpcio (ur. 1960) – polski uczony, chemik, profesor nauk rolniczych, inżynier, nauczyciel akademicki Uniwersytetu Przyrodniczego w Poznaniu.

## Życiorys
W 1985 ukończył studia na kierunku technologia chemiczna w Politechnice Poznańskiej i uzyskał tytuł magistra inżyniera chemii. W 1994 na podstawie napisanej pod kierunkiem Jana Gawęckiego rozprawy pt. Badania nad wpływem ilości i rodzaju błonnika pokarmowego w diecie na organizm szczurów doświadczalnych intoksykowanych ołowiem otrzymał na Wydziale Technologii Żywności Akademii Rolniczej im. Augusta Cieszkowskiego w Poznaniu stopień naukowy doktora (dziedzina: nauki rolnicze, dyscyplina: technologia żywności i żywienia, specjalność: technologia żywności i żywienia). Na tym samym wydziale w 2004 na podstawie dorobku naukowego i rozprawy pt. Studia nad wpływem suplementacji diety szczurów wapniem i żelazem na gospodarkę mineralną w warunkach niedoboru tych biopierwiastków i narażenia na kadm nadano mu stopień doktora habilitowanego nauk rolniczych (dyscyplina: technologia żywności i żywienia; specjalność: żywienie człowieka). W 2011 prezydent Rzeczypospolitej Polskiej mianował go profesorem nauk rolniczych.
Został nauczycielem akademickim Akademii Rolniczej im. Augusta Cieszkowskiego w Poznaniu w Wydziale Nauk o Żywności i Żywieniu w Katedrze Higieny Żywienia Człowieka. Po przemianowaniu tej uczelni na Uniwersytet Przyrodniczy w Poznaniu objął tam stanowisko profesora i kierownika Zakładu Bromatologii i Toksykologii Żywności. Stypendysta programu Fulbrighta. 
Pod jego kierunkiem stopień naukowy doktora uzyskała m.in. Halina Staniek.
Zasiada w Komitecie Nauki o Żywieniu Człowieka Polskiej Akademii Nauk.